# Schlingerhaie
Die Schlingerhaie (Centrophoridae) (griechisch, kentron = Dorn, pherein = tragen) sind eine Familie der Dornhaiartigen (Squaliformes) zu der zwei Gattungen und 15 Arten gehören. Sie leben in allen tropischen und warm gemäßigten Weltmeeren auf dem Kontinentalschelf und über den Kontinentalabhängen und fehlen lediglich im östlichen Pazifik.

## Merkmale
Es sind kleine Haie, die 80 bis 160 Zentimeter lang werden. Sie tragen einen gerillten Stachel vor jeder der zwei Rückenflossen. Eine Afterflosse fehlt. Der Schwanzflossenstiel hat keine seitlichen Kiele. Die Zähne des Oberkiefers sind kleiner als die des Unterkiefers.
Sie leben weltweit, meist über dem Schelf von Inseln und Kontinenten in gemäßigten, subtropischen und tropischen Meeren, fehlen aber im östlichen Pazifik. Die Centrophoridae sind lebendgebärend (ovovivipar).

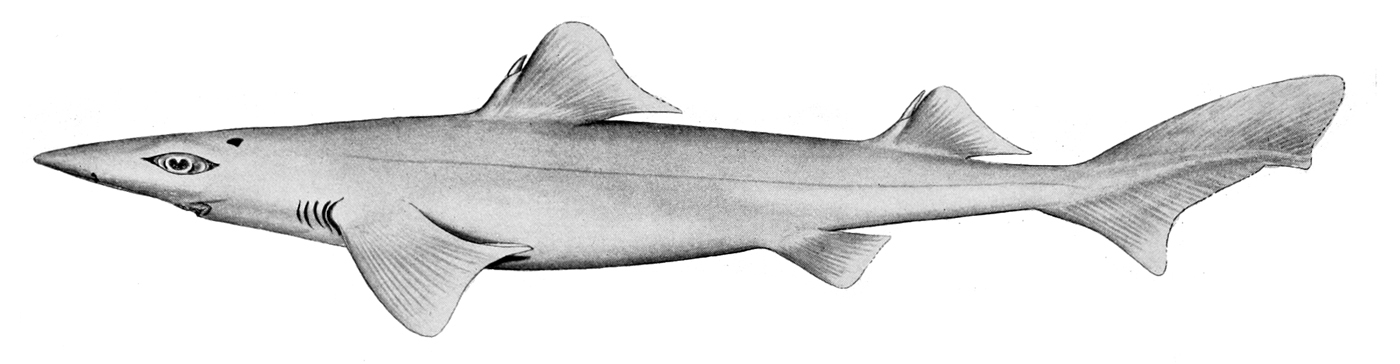
Harrison’s Schlinghai (Centrophorus harrissoni)

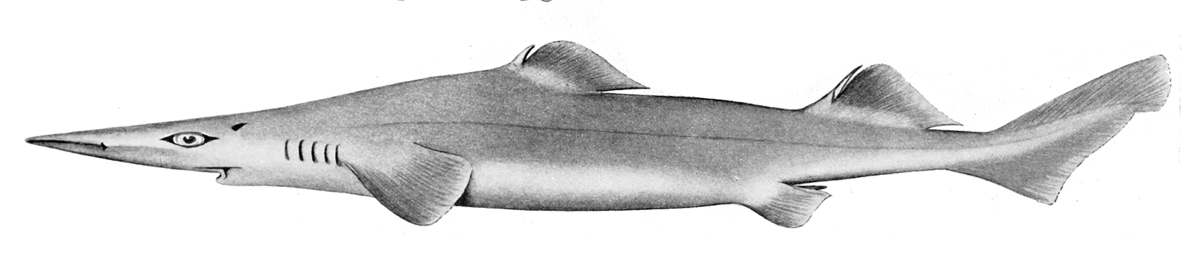
Langschnauzen-Dornhai (Deania quadrispinosum)

## Arten
Es gibt zwei Gattungen mit 16 Arten:
- Centrophorus Müller & Henle, 1837
  - 13 Arten
- Deania Jordan & Snyder, 1902
  - 3 Arten